# 아를 고대극장

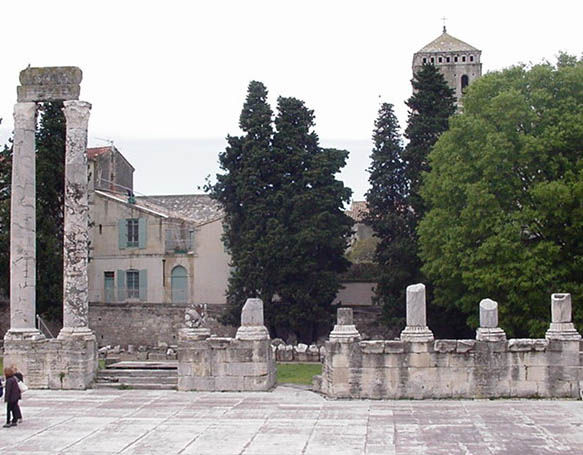
아를 고대극장

아를 고대극장(프랑스어: Théâtre antique d'Arles)은 기원전 1세기 말에 건축된 로마 극장의 유적으로, 프랑스 아를에 위치하고 있다. 아를의 고대 유적 중에서도, 원형 극장에 버금가는 규모를 자랑하는 거대한 건축물의 유적이며, 현재는 도시의 다른 로마 유적 등과 함께 유네스코의 세계 유산에 등록되어 있다.

## 구조
극장은 세 부분으로 나누어져 있었다. 관객이 앉는 반원의 공간인 카베아(cavea), 배우들이 연기를 선보일 무대, 그리고 아름답게 장식된 벽면이다.
카베아는 직경 102미터의 계단식 좌석 (33단)으로, 10,000명을 수용할 수 있었다. 이 좌석은 관객들은 사회 계급에 따라 나뉘어 있었다. 내부 계단 자리나 오케스트라 자리에는 귀족이나 기사 등이 포진했다.
당시의 무대는 폭 50 미터, 깊이 6 미터의 나무의 평판으로 되어 있으며, 무대 장치 등을 수납했다. 안쪽 벽은 3층으로 되어 있고, 장식이 되어 있으며, 고전 양식으로 된 3개의 기둥이 세워져 있었다. 이 중 현존하는 것은 2개이다. 벽감에는 현대에서는 아를의 비너스라는 명칭으로 알려진 여성상을 고정시킬 수 있었다. 이 여성상은 현재 파리의 루브르 박물관에 전시되어 있지만, 발견시 오른팔이 없었기 때문에, 현재의 비너스는 당시의 모습 그대로는 아니다.

## 용도
원형극장 등과는 달리 극장에서 관객들에게 선보인 것은 연극이었다. 고대 그리스 식이나 고대 로마식 희극, 비극 등이 사람들에게 제공되고 있었다. 축제 때 주로 신들에게 바치기 위한 놀이의 경우 관람은 무료였다.

## 현재
현재는 계단 좌석 흔적 밖에 남아 있지 않다. 오케스트라는 아폴론에게 바쳐진 제단의 벽감 흔적을 남기고있다. 또한 무대를 꾸민 기둥은 두 개나 남아있다.